# ジャンボ秀克軍団のa・ヨイショ!
ジャンボ秀克軍団のa・ヨイショ!（ジャンボひでかつぐんだんのア・ヨイショ）は、1990年10月8日から1994年4月2日までHBCラジオで放送されていたバラエティ番組。

## 概要
かつてHBCラジオの平日ナイターオフ枠で1973年から1984年まで放送されていた『ジャンボミュージックナイター・ジャンボ&ケロコのHBCベスト100マラソンランキング』が終了して以来、6年ぶりにジャンボ秀克がHBC平日ナイターオフ枠にメインパーソナリティで復帰して放送されていた番組。渡辺信一（DON）と片岡馨（プリティ長嶋）の「川上さんと長島さん」らを率いた「ジャンボ秀克軍団」で出演していた。
「アンタにヨイショ！スポンサーにヨイショ！前代未聞のヨイショ番組」が本番組のキャッチフレーズ。とにかく世間の何にでもヨイショして生中継や取材で現場を盛り上げ、そしていずれかの出演者がスケジュールの都合で札幌より外へ出ていても、その現地、または東京支社スタジオを結ぶなどして二元・三元中継を行うという、スポンサーだけでなくパーソナリティも含めて何でもありといった柔軟な体制での構成で番組が進められていた。「売り出しやすい構成と展開の番組」でという営業要請を取り入れて立ち上げられた番組である。一般のリスナーに加えてOLや残業中・夜勤のサラリーマン、ドライバーなどを加えた大人のリスナーを主な対象とし、歌謡曲や懐かしのポップスからアニメソング、ドラマ主題歌、アイドルの曲に至るまで何でも電話リクエストに応え、音楽とトークでゆったりと楽しんでもらうという趣旨の番組。平日ナイターオフ枠帯番組時代にはリクエスト受付時間が設けられており、1990年10月〜1991年3月当時は19:00〜20:00、放送時間が2時間に拡大した1991年10月〜1992年3月当時は前年度より30分長く19:00〜20:30の間電話リクエストを受け付けていた。
1991年4月、ナイターシーズン入りしてHBCエキサイトナイター（現・HBCファイターズナイター）が始まると共に土曜日16:00枠に移動し週1回の放送に。1991年10月に再び平日ナイターオフ枠に戻り、1992年4月から再び土曜日16:00枠へ。以後1994年4月の終了まで土曜日午後枠で続け、1992年10月以降は『平成ネオラジオ』の枠内及びレーベル内で放送されていた。
1990年11月23日には番組イベント「a・ヨイショ! サバイバルクイズ電車」が行われた。札幌市電の車両2台をチャーターし、先頭車両の1号車に放送機材と参加者のうち半数、後ろの2号車には残る参加者全員を乗せて、チェックポイントを6か所設けてその各所ごとにクイズを出題、不正解者は次のチェックポイントで降ろすというもの。電車がモーターを回し出すたびに放送中に大きなノイズが入り、放送がどうなっているのかわからないまま番組を進行させたということも時折あった。
本番組終了後、1994年4月からはジャンボ秀克軍団としての出演枠は毎週土曜日12:00〜13:00の『お昼の歌謡曲』の枠へ移動し、「ジャンボ秀克軍団のお昼の歌謡曲」がスタートしている。

## 出演者
- ジャンボ秀克 （メインパーソナリティ）
- 渡辺信一（DON）
- 片岡馨（プリティ長嶋）（1990年10月〜1992年3月）
- 工藤くみ （1990年10月〜1992年3月）
- 高瀬未可子 （1991年10月〜1994年4月）
- 横井りつ子 （1992年4月〜1994年4月）

## 放送時間の変遷
- 月曜日〜金曜日 19:00〜20:20 （1990年10月〜1991年4月）
- 土曜日 16:00〜16:50 （1991年4月〜1991年9月）
- 月曜日〜金曜日 19:00〜21:00 （1991年10月〜1992年4月）
- 土曜日 16:00〜16:50 （1992年4月〜1992年9月）
- 土曜日 14:00〜14:45 （1992年10月〜1993年3月）
  - 田村英一と田村美香の『平成ネオラジオ』の内包番組として放送。
- 土曜日 15:45〜16:35 （1993年4月〜1994年4月）
  - 『平成ネオラジオ』のレーベル内で放送。正式タイトルは「平成ネオラジオ ジャンボ秀克軍団のa・ヨイショ!」

## 主なコーナー
1991年10月〜1992年3月の間の帯番組時代、19：40からの日替わりコーナー
- 長島くんの東京冗談 （月曜）
- ドクター志賀の身体ないしょ話 （火曜）
- 郷崇彦の念珠ですネン！ （水曜）
- 覆面座談会 （木曜）
- 長島・川上の激論空論プロ野球 （金曜）
※1990年10月〜1991年3月及び1991年10月〜1992年3月の間の帯番組時代には19:55から道新ニュースを挿入。